# 裴金佳
裴 金佳（はい きんか、1963年8月 - ）は、中華人民共和国の官僚、政治家。福建省安渓県出身。現職は中華人民共和国退役軍人事務部部長。

## 経歴
1963年8月、福建省安渓県で生まれる。1982年、集美財経学校（現在の集美大学）財会学科に入学した。1984年卒業。
1984年に廈門市財政局へ入局した。以後、団総支副書記、書記を歴任した。1990年12月、廈門市開元区財政局副局長に任命。1992年5月、局長に昇格。1994年1月には開元区人民政府副区長を兼務する。1999年1月、開元区党委員会副書記、区長に昇格。2003年9月、思明区党委員会書記に転任。2006年5月には廈門市人民政府副市長を兼務する。2010年4月、南平市党委員会副書記、副市長、市長代行に就任。同年10月、同市市長に就任。翌年12月、南平市党委員会書記に昇格。2015年2月、廈門市党委員会副書記、市長に任命。翌年9月、廈門市党委員会書記に昇格。
2018年11月、中央に移り、中共中央台湾工作弁公室、国務院台湾事務弁公室副主任に就任。2022年6月24日、孫紹騁の後任として、中華人民共和国退役軍人事務部部長に任命された。